# Baile Bhúirne
Baile Bhúirne (ˈbˠalʲə ˈvʷuːrˠnʲə, en anglès Ballyvourney "vila dels estimats") és una vila d'Irlanda, a la Gaeltacht de comtat de Cork, a la província de Munster. Forma part de la baronia de Muskerry West i de la diòcesi de Cloyne, als marges del riu Sullane.

## Llogarets
| Llogarets a la parròquia civil | Llogarets a la parròquia civil |
| Nom en irlandès                | Nom en anglès                  |
| ------------------------------ | ------------------------------ |
| Baile Mhic Íre                 | Ballymakeery                   |
| Barr Duínse                    | Bardinch                       |
| Cathair Chearnaigh             | Cahercarney                    |
| An Cheapach Thiar              | Cappagh West                   |
| An Cheapach Thoir              | Cappagh East                   |
| Na Cillíní                     | Killeen                        |
| Cnoc an Iúir                   | Knockanure                     |
| Com an Ghadhair                | Coomnagire                     |
| Com na Cloiche                 | Coomnaclohy                    |
| Com Uí Chlúmháin               | Coumaclovane                   |
| Cúil an Bhuacaigh              | Coolavokig                     |
| Cúil an Mhothair               | Coolavoher                     |
| Cúil Aodha                     | Coolea                         |
| An Chúil Iarthach              | Coolierher                     |
| Cúil na Cathrach               | Coolnacaheragh                 |
| Daingean na Saileach           | Dangansallagh                  |
| Doire an Chuilinn              | Derreenaculling                |
| An Doire Leathan               | Derrylahan                     |
| Doire na Sagart                | Derrynasaggart                 |
| Na Doirí                       | Derree                         |
| An Doirín Álainn               | Derreenaling                   |
| Na Foithrí                     | Fuhiry                         |
| Gort an Acra                   | Gortanacra                     |
| Gort na Fuinseann              | Gortnafunshion                 |
| Gort na gCros                  | Gortnagross                    |
| Gort na Scairte                | Gortnascarty                   |
| Gort na Tiobratan              | Gortnatubbrid                  |
| Gort Uí Raithile               | Gortyrahilly                   |
| An Inse Mhór                   | Inchamore                      |
| An Lománach Bheag              | Lumnagh Beg                    |
| An Lománach Mhór               | Lumnagh More                   |
| Magh Réidh                     | Flats                          |
| Na Millíní                     | Milleeny                       |
| An Muirneach Beag              | Murnaghbeg                     |
| An Ráth Thiar                  | Rath West                      |
| An Ráth Thoir                  | Rath East                      |
| An Rathúnach Thiar             | Rahoonagh West                 |
| An Rathúnach Thoir             | Rahoonagh East                 |
| Ré na bPobal                   | Reanabobul                     |
| Screathan na nGabhann          | Scrahanagown                   |
| An tSeanchluain                | Shanacloon                     |
| An Seantóir                    | Glebe                          |
| An Sliabh Riabhach             | Slievereagh                    |
| An Tóchar                      | Togher                         |
| Tonn Láin                      | Toonlane                       |
| Na hUláin Thiar                | Ullanes West                   |
| Na hUláin Thoir                | Ullanes East                   |

## Personatges il·lustres
- Seán Ó Riada, compositor irlandès, és enterrat al cementiri. .
- Seán Ó Ríordáin, poeta
- Part del film The Wind That Shakes the Barley fou rodat ací.